# Деметрий из Лаконии
Деметрий из Лаконии (греч.: Δημήτριος; конец II века до нашей эры) был эпикурейским философом и учеником Протарха. Он был старшим современником Зенона Сидонского и учителем Филодема. Секст Эмпирик цитирует часть комментария Деметрия к Эпикуру, где Деметрий интерпретирует утверждение Эпикура о том, что «время — это акциденция акциденции». Особенно это место будет подмечено много столетий спустя Карлом Марксом в его докторской диссертации.
Свитки папируса, содержащие отрывки из работ Деметрия, были обнаружены на Вилле папирусов в Геркулануме. Частично сохранились основные работы:
- Quaestiones convivales (PHerc. 1006)
- О загадках Полиэна (PHerc. 1083, 1258, 1429, 1642, 1647, 1822)
- О геометрии (PHerc. 1061)
- О стихах (PHerc. 188, 1014)
- две безымянные работы (PHerc. 1786, 124)

Кроме того, он является вероятным автором следующих работ:
- О размерах Солнца (PHerc. 1013)
- О непостоянстве (PHerc. 831)
- безымянный труд по текстуальной критике сочинений Эпикура (PHerc. 1012)

- безымянный богословский труд (PHerc. 1055)
- безымянный риторический труд (PHerc. 128)